# Léon Poliakov
Léon Poliakov (în rusă Лев Поляков; n. 25 noiembrie 1910, Sankt Petersburg, Imperiul Rus – d. 8 decembrie 1997, Orsay, Île-de-France, Franța) a fost un istoric francez care a scris în special lucrări despre Holocaust și antisemitism, printre care Le Mythe aryen (1971).

## Biografie
Născut într-o familie de evrei ruși, Poliakov a trăit în Italia și Germania până când s-a stabilit în Franța.
El a cofondat Centrul de documentare evreiască contemporană, înființat în 1943 pentru a aduna documente despre persecuția evreilor în timpul celui de-al Doilea Război Mondial. L-a asistat pe Edgar Faure la Procesele de la Nürnberg.
Poliakov a lucrat apoi ca director de cercetare al Centrului Național al Cercetării Științifice (Centre national de la recherche scientifique) din 1954 până în 1971.
Potrivit istoricului Jos Sanchez, Poliakov a fost primul istoric care a evaluat în mod critic atitudinea papei Pius al XII-lea cu privire la diferite chestiuni relaționate cu Holocaustul. În noiembrie 1950 Poliakov a scris articolul „The Vatican and the 'Jewish Question' - The Record of the Hitler Period-And After" în influenta revistă evreiască Commentary. Acest articol a fost primul care a analizat atitudinea papalității în timpul celui de-al Doilea Război Mondial și al Holocaustului, dar abia după 1963, când dramaturgul german Rolf Hochhuth a publicat piesa Der Stellvertreter, acest aspect politic investigat inițial de Poliakov a trezit interes pe plan mondial.
Deși puțin remarcat la acea dată, Breviaire de la haine („Breviarul urii”, 1961) al lui Poliakov a fost prima lucrare importantă despre genocid, care a precedat cu un deceniu lucrarea Destruction of the European Jews (1961) a lui Raul Hilberg. Lucrarea lui Poliakov a avut parte de recenzii elogioase, deși contrazicea opinia dominantă din studiile de la acel moment că genocidul a șase milioane de evrei era imposibil din punct de vedere logistic și nu putea fi realizat. Poliakov a scris în Memoriile sale că s-a abținut de la folosirea cuvântului genocid, care era considerat nepotrivit în anul 1951, când a fost publicată pentru prima oară această lucrare revoluționară.

## Lucrări
- La Condition des Juifs en France sous l'Occupation italienne, prefață de Justin Godart, introducere de Isaac Schneersohn, Éditions du Centre, Paris, « Centre de documentation juive contemporaine », nr. 3, 1946.
- L'Étoile jaune, prefață de Justin Godart, introducere de Isaac Schneersohn, Éditions du Centre de documentation juive contemporaine, Paris, « Centre de documentation juive contemporaine », nr. 2, 1949; reed. sub titlul L'Étoile jaune. La situation des Juifs en France sous l'Occupation. Les législations nazie et vichyssoise, Éditions Grancher, Paris, 1999. ISBN: 2-7339-0642-9. Reunește trei texte: cartea L'Étoile jaune (1949), un articol lung apărut în revista Historia (1968) și o comunicare științifică din 1980 la colocviul internațional de la Cerisy.
- Le Bréviaire de la haine. Le IIIe Reich et les Juifs, prefață de François Mauriac, Calmann-Lévy, Paris, 1951]; ed. a II-a, Paris, 1960; altă ed., Presses Pocket, Paris, 1993; tradusă în engleză în 1956 sub titlul Harvest of Hate: The Nazi Program for the Destruction of Jews in Europe.
- împreună cu Joseph Wulf, Das Dritte Reich und seine Denker — Dokumente, Arani, Berlin-Grunewald, 1955; traducere franceză cu concursul CDJC, Gallimard, Paris, 1959.
- Histoire de l’antisémitisme, vol. I : Du Christ aux Juifs de Cour, Calmann-Lévy, Paris, 1955; ediție prescurtată, revăzută, corectată, completată și actualizată: Hachette, Paris, « Pluriel », 1981; Éditions du Seuil, Paris, « Points Histoire », 1991, 2 vol. (vol. 1. L'Âge de la foi; vol. 2. L'Âge de la science).
- Petite histoire de l'antisémitisme, Comptoir du Livre du Keren Hasefer, Paris, 1956.
- Histoire de l’antisémitisme, vol. II : De Mahomet aux Marranes, Calmann-Lévy, Paris, 1961.
- Le Procès de Jérusalem, Calmann-Lévy, Paris, 1963.
- Auschwitz, Julliard, Paris, « Archives », 1964.
- Les Banquiers juifs et le Saint-Siège, du XIIIe au XVIIe, Calmann-Lévy, Paris, 1967.
- Histoire de l'antisémitisme, vol. III : De Voltaire à Wagner, Calmann-Lévy, Paris, 1968.
- De l'antisionisme à l'antisémitisme, Calmann-Lévy, Paris, 1969.
- Le Mythe aryen. Essai sur les sources du racisme et des nationalismes, Calmann-Lévy, Paris, 1971; ed. de buzunar, Presses Pocket, Paris, 1994.
- Le Procès de Nuremberg, Julliard-Gallimard, Paris, « Archives », 1971.
- Les Juifs et notre histoire (culegere de articole), Flammarion, Paris, 1973.
- (dir.) Hommes et bêtes. Entretiens sur le racisme, Mouton, Paris - Haga - New York, 1975.
- împreună cu Christian Delacampagne și Patrick Girard, Le Racisme, Seghers, Paris, 1976.
- Histoire de l'antisémitisme, vol. IV : L'Europe suicidaire (1870-1933), Calmann-Lévy, Paris, 1977.
- (dir.) Ni Juif ni Grec. Entretiens sur le racisme, Mouton, Paris - Haga - New York, 1978.
- La Causalité diabolique, vol. 1 : Essai sur l'origine des persécutions, vol. 1, Calmann-Lévy, Paris, 1980 ; reed. celor 2 volume într-un singur volum, 2006, cu o prefață de Pierre-André Taguieff.
- Brève histoire du génocide nazi, Hachette, Paris, 1980.
- (dir.) Le Couple interdit. Entretiens sur le racisme. La dialectique de l’altérité socio-culturelle et la sexualité, Mouton, Paris - Haga - New York, 1980.
- L'Auberge des musiciens. Mémoires, Paris: Mazarine ; rééd. augmentée, Paris, Grancher, 1999.
- De Moscou à Beyrouth. Essai sur la désinformation, Calmann-Lévy, Paris, 1983.
- La Causalité diabolique, vol. 2 : Du joug mongol à la victoire de Lénine 1250-120, Paris, Calmann-Lévy, 1985 ; rééd. des 2 tomes en 1 volume, 2006, avec une préface de Pierre-André Taguieff.
- avec Jean-Pierre Cabestan, Les Totalitarismes du XXe siècle. Un phénomène historique dépassé ?, Paris, Fayard, 1987.
- Moscou, troisième Rome. Les intermittences de la mémoire historique, Paris, Hachette, « Littérature », 1989.
- L'Envers du destin. Entretiens avec Georges-Elia Sarfati (autobiografie), Éditions de Fallois, Paris, 1989.
- Les Samaritains, Seuil, Paris, 1991.
- împreună cu Florence Gravas, L'Épopée des vieux-croyants. Une histoire de la Russie authentique, Perrin, Paris, 1991 ISBN: 978-2262005986.
- (dir.) Histoire de l'antisémitisme (1945-1993), Éditions du Seuil, Paris, 1994 ISBN: 9782020141383.
- L'Impossible choix. Histoire des crises d’identité juive, Éditions Austral, Paris, 1995 ISBN: 978-2841120086.
- Sur les traces du crime (culegere de articole), prefață de Christian Delacampagne, introducere de Paul Zawadzki, Berg International, Paris, 2003 ISBN: 9782911289569.